# アラブ系アルゼンチン人
アラブ系アルゼンチン人とは、アラブ人の家系に生まれたアルゼンチン出身者、もしくはアルゼンチンに移民したアラブ人のことである。
アルゼンチン人の高度に多様な集団ではあるが—祖先の起源、宗教、歴史的アイデンティティなど—アラブ系アルゼンチン人は共通の言語的、文化的、政治的伝統を財産として保つ。
350万人のアラブ系アルゼンチン人のマジョリティはレバノン系かシリア系の背景を持つ 。アルゼンチンにはまた小規模のパレスチナ系コミュニティが存在する。総計350万人のアラブ系アルゼンチン人のうち、700,000人のアラブ系アルゼンチン人がムスリムである。

## 歴史

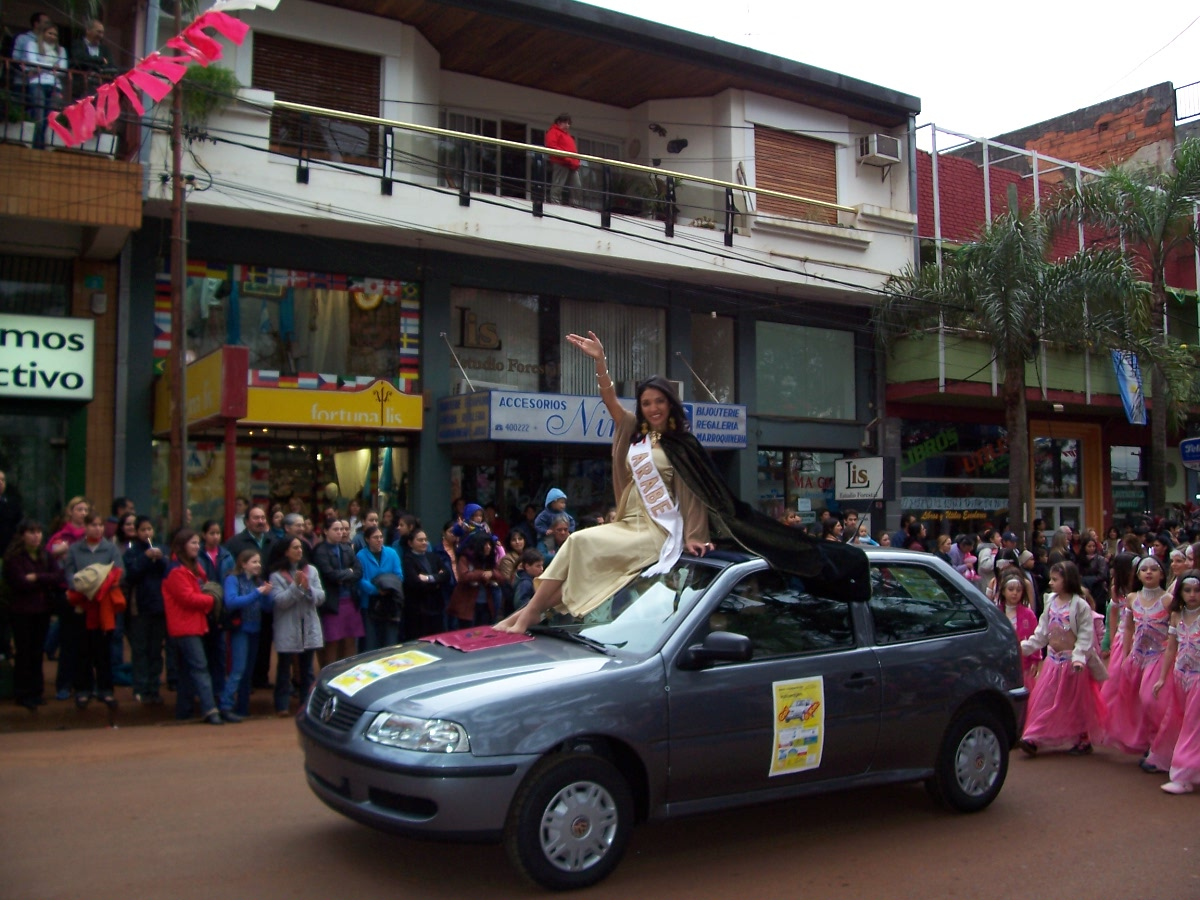
ミシオネス州オベラーでの移民の祭典のアラブ系の女王。

最初のアラブ人がアルゼンチンに移民したのは19世紀のことだった。この時期に渡来した多くのアラブ人はシリア＝レバノン系のアラブ人だった（当時シリアとレバノンは単一のテリトリーだった）。1891年から1920年までの間に367,348人のアラブ系の境遇の移民がアルゼンチンに入国した。最初に彼らがアルゼンチンの港に上陸した時の処理では、今日のレバノンとシリアがトルコ人のオスマン帝国の領土だったため、彼等はトルコ人に分類された。アラブ人が彼等の土地から去った理由はレバノンの人口増加が加速したことと、オスマン帝国によるキリスト教徒への迫害、そして1911年のトリポリでの戦争によるものだった。アラブ人移民はブエノス・アイレス州、サルタ州、フフイ州、ラ・リオハ州、サン・フアン州、メンドーサ州、サンティアゴ・デル・エステロ州、ミシオネス州、チャコ州、及びパタゴニアに定住した。かなりの割合のアラブ人がクージョ地方（中西部のサン・フアン州、サン・ルイス州、メンドーサ州、ラ・リオハ州からなるアルゼンチンの地理的亜地域）に定住した。

## 統計
| 年        | アラブ人移民（人） |
| --------- | ------------------ |
| 1871-1880 | 672                |
| 1881-1890 | 3,537              |
| 1891-1900 | 10,572             |
| 1901-1910 | 35,398             |
| 1911-1920 | 39,052             |
| 1921-1930 | 18,894             |
| 1931-1940 | 1,682              |
| 1941-1950 | 2,063              |
| 1951-1960 | 1,083              |
| 1961-1970 | 278                |
| 1971-1976 | -30                |
| 総計      | 113,201            |

## 著名なアラブ系アルゼンチン人
- カルロス・メネム - 元大統領
- オマール・アサード
- クラウディオ・ウサイーン
- アントニオ・モアメド
- ジャミラ・ディアス
- オマール・アサン
- エリアス・サパーグ
- フェリペ・サパーグ
- ルス・サパーグ
- ビセンテ・サアディー
- ラモーン・サアディー
- スレミタ・メネム
- スレマ・ジョマ